# Mubarkah Bent al-Barra
Mubarkah Bent al-Barra (tên đầu tiên đôi khi được đặt tên là Batta; đôi khi Mbarka Mint al-Barra') (sinh năm 1957) là một nhà thơ và dịch giả người Mauritania.
Al-Barra sinh ra ở al-Madhardhara, và học tại các trường công lập trước khi tốt nghiệp bằng giáo dục tại Học viện giáo dục Nouakchott năm 1983. Năm 1987, cô nhận bằng thạc sĩ về văn học Maghrebi và Andalucia từ Đại học Mohammed V. Cô giảng dạy trong Học viện Giáo viên. Al-Barra là song ngữ bằng tiếng Ả Rập và tiếng Pháp, nhưng chủ yếu viết bằng tiếng trước.
Al-Barra đã nghiên cứu rộng rãi thơ truyền miệng của Mauritania; cụ thể hơn, cô đã nghiên cứu về tibra, một hình thức của bài thơ tình mà việc đọc thuộc lòng bị giới hạn trong các cuộc tụ họp toàn nữ. Một số trong số này cô đã dịch sang tiếng Pháp. Bộ sưu tập của cô Taranimli-Watanin Wahid (Bài hát cho một quốc gia cho tất cả) được xuất bản năm 1992, và Al-Shi'r al-Muritani al-Hadith, min 1970 ila 1995 (Thơ Mauritanian hiện đại, 1970-1995) được xuất bản năm 1998. Một số thơ của cô đã được tuyển tập bằng tiếng Anh. Cô cũng xuất bản một cuốn sách thiếu nhi, Hikayat Jaddati (Câu chuyện của bà tôi), vào năm 1997, và là đồng biên tập của một tập truyện dân gian. Al-Barra nổi bật trong đời sống văn hóa của người Mauritania và thường xuyên tham dự các lễ hội văn học ở những nơi khác trong thế giới Ả Rập.